# Černá Hora u Bělé nad Radbuzou
Černá Hora (deutsch: Tschernahora) ist ein Gemeindeteil von Bělá nad Radbuzou im westböhmischen Okres Domažlice in Tschechien.

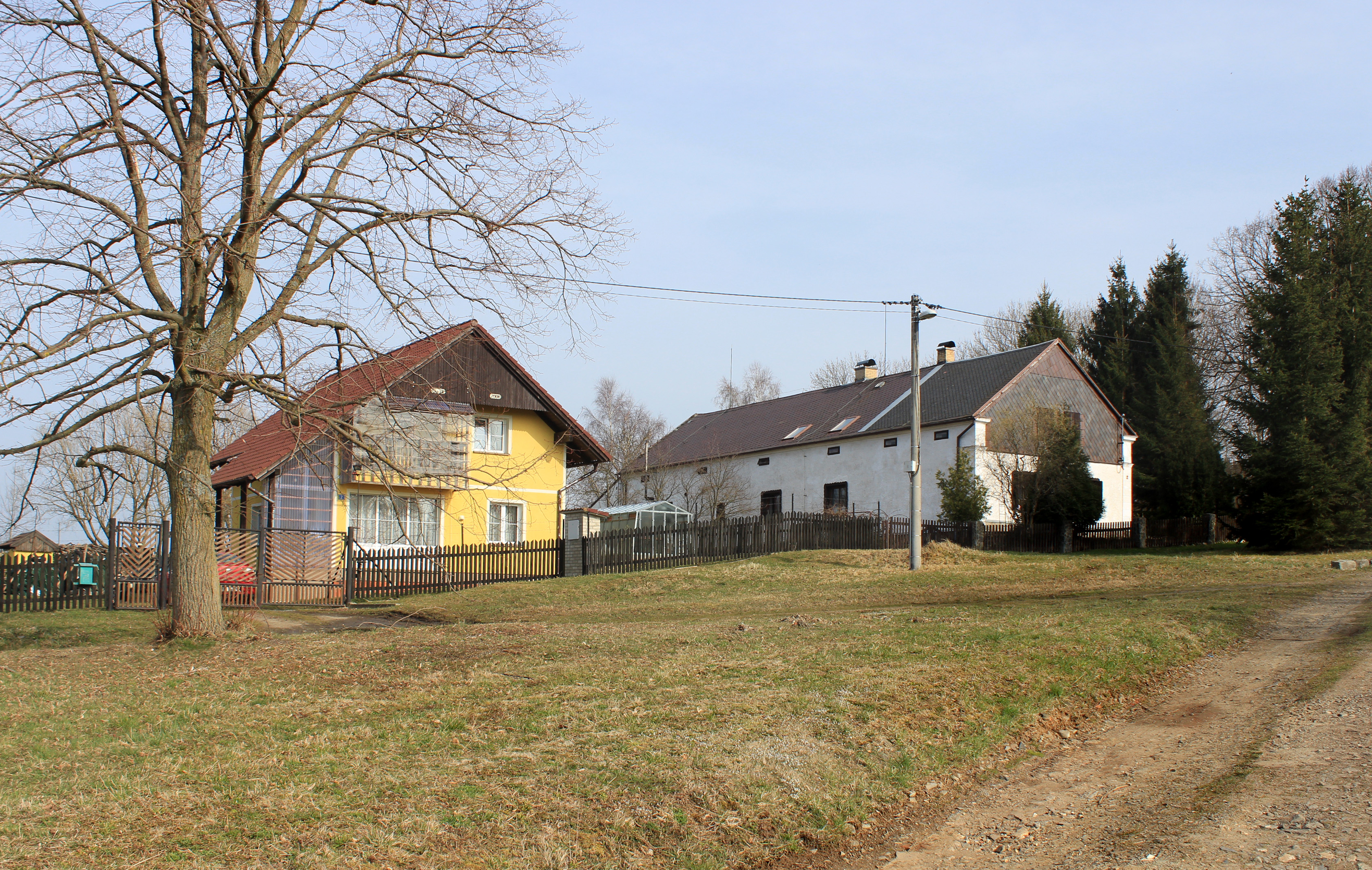
Černá Hora

## Geografische Lage
Černá Hora liegt am Nordhang des 662 Meter hohen Černá hora etwa drei Kilometer nordöstlich von Bělá.

## Geschichte
Der Name Černá Hora bedeutet wörtlich übersetzt Schwarzer Berg. Die deutsche Bezeichnung Tschernahora gibt die tschechische Aussprache in deutscher Schreibweise wieder.
Černá Hora wurde 1413 erstmals schriftlich erwähnt. 1656 hatte Černá Hora 5 Bauern, 3 Chalupner, einen Gärtner, 20 Gespanne, 12 Kühe, 16 Stück Jungvieh, 2 Schafe und 25 Schweine.
Černá Hora gehörte 1789 zum Gut Hostau und zur Herrschaft Trauttmansdorff in Bischofteinitz und hatte 15 Häuser. 1839 gab es in Černá Hora 17 Häuser und 111 Einwohner, 1913 22 Häuser und 121 Einwohner. Černá Hora gehörte zur Pfarrei Bělá.
Nach dem Münchner Abkommen wurde Černá Hora dem Deutschen Reich zugeschlagen und gehörte bis 1945 zum Landkreis Bischofteinitz.